# CartoSat–2
CartoSat–2 indiai, első generációs, térhatású térképészeti műhold.

## Küldetés
A Remote Sensing Satellite (RSS) program 12. műholdja. Tudományos adatszolgáltatásával elősegíteni India feltérképezését, hogy eredményes mezőgazdasági folyamatok jöjjenek létre, előre jelezni a veszélyek kialakulását, a riasztást.

## Jellemzői
Tervezte és építette az Indiai Űrkutatási Szervezet (angolul: Indian Space Research Organisation, ISRO). A Nemzeti Távérzékelési Központ felelős az adatfeldolgozásért. Társműholdjai a LAPAN-TubSat, SRE-1, PehuenSat voltak.
Megnevezései: CartoSat–2 (Cartographic Satellite); IRS–P7 (Indian Remote Sensing); COSPAR: 2007-001B; Kódszáma: 29710.
2007. január 10-én a Sriharikota rakétabázisról LC–11 (LC–Launch Complex) jelű indítóállványról egy PSLV-C7 hordozórakétával állították alacsony Föld körüli pályára (LEO = Low-Earth Orbit). Az orbitális pályája 97,40 perces, 98 fokos hajlásszögű, geostacionárius pálya perigeuma 629 kilométer, az apogeuma 644 kilométer volt. Naponta 14 alkalommal kerüli meg a Földet.
Az indiai kormány erőforrás-gazdálkodás, és annak ellenőrzésére műholdat készített. Az űreszköz terep modellező képeivel kiválóan hozzájárult a nemzet természeti kincseinek feltárásához. Kettő kamerája fekete-fehér sztereoszkópikus képeket készít, telemetria rendszerén keresztül (rögzíti) folyamatosan továbbítja a földi vevőállomásokra. Képfelbontó képessége 1 méter. Az adatok segítik a mezőgazdasági folyamatokat (termény, talaj), a vízkészlet, az erdészet, az aszály és az árvíz előrejelzését, a térképészet a város tervezést és a tengerpart ellenőrzését teszi lehetővé.
Képalkotó szolgálata lefedi az egész Földet, 126 napos ciklusokban ugyanazon szelvényeket fényképezi. Szolgáltatását világszerte elérhetik. India a polgári távérzékelés területén vezető szereppel bír. Tervezett időtartam 5 év. Alakja ferdén levágott prizma, tömege 680 kilogramm. Háromtengelyesen stabilizált űreszköz. Az űreszközhöz napelemeket rögzítettek (1.1 kW) , éjszakai (földárnyék) energia ellátását nikkel–kadmium akkumulátorok biztosították. A műhold gázfúvókákkal rendelkezik, hogy biztosítani tudja pályaelemeinek tartását.
A légkörbe történő belépésének ideje ismeretlen.